# Lophotriccus pileatus
El cimerillo andino (Lophotriccus pileatus), también denominado cimerillo crestiescamado (en Ecuador), pico chato de penacho (en Venezuela), tiranuelo crestibarrado (en Colombia), mosquerito de yelmo (en Costa Rica) o tirano-pigmeo de cresta escamada (en Perú), es una especie de ave paseriforme de familia Tyrannidae perteneciente al género Lophotriccus. Es nativo del este de América Central y de regiones andinas del norte y oeste de América del Sur.

## Distribución y hábitat
Se distribuye de forma disjunta y local en el sureste de Honduras y norte de Nicaragua, desde el norte de Costa Rica, hasta el sureste de Panamá, norte y noroeste de Venezuela y adyacencias de Colombia, Andes de Colombia, del oeste y este de Ecuador y del este de Perú (al sur hasta Puno).
Esta especie es considerada localmente común en su hábitat natural: el sotobosque y los bordes de selvas y bosques montanos húmedos de baja altitud. A menudo prefiere enmarañados de bambú. Principalmente entre los 500 y los 1900 m de altitud. En la pendiente oriental de los Andes habita solamente en estribaciones montañosas subtropicales.

## Sistemática

### Descripción original
La especie L. pileatus fue descrita por primera vez por el ornitólogo suizo Johann Jakob von Tschudi en 1844 bajo el nombre científico Euscarthmus pileatus; su localidad tipo es: «valle de Vitoc, Junín, Perú».

### Etimología
El nombre genérico masculino «Lophotriccus» se compone de las palabras del griego «lophos»: ‘cresta’, y «trikkos»: pequeño pájaro no identificado; en ornitología, triccus significa «atrapamoscas tirano»; y el nombre de la especie «pileatus» proviene del latín y significa ‘con gorra’.

### Subespecies
Según las clasificaciones del Congreso Ornitológico Internacional (IOC)  y Clements Checklist/eBird v.2021 se reconocen cinco subespecies, con su correspondiente distribución geográfica:
- Lophotriccus pileatus luteiventris Taczanowski, 1884 – este de Honduras (estribaciones de Olancho), norte de Nicaragua, Costa Rica y Panamá (al este hasta el este de Darién).
- Lophotriccus pileatus santaeluciae Todd, 1952 – noroeste y norte de Venezuela (desde el oeste de Zulia hacia el este hasta el oeste de Anzoátegui y al sur hasta Táchira) y adyacencias de Colombia.
- Lophotriccus pileatus squamaecrista	(Lafresnaye, 1846) – Andes de Colombia y oeste de Ecuador.
- Lophotriccus pileatus pileatus (Tschudi, 1844) – Andes del este de Ecuador y este de Perú (al sur hasta Junín).
- Lophotriccus pileatus hypochlorus Berlepsch & Stolzmann, 1906 – sureste de Perú desde Cuzco (valle de Urubamba) al sur hasta Puno (río Madre de Dios).